# 羅巴塔克銘文

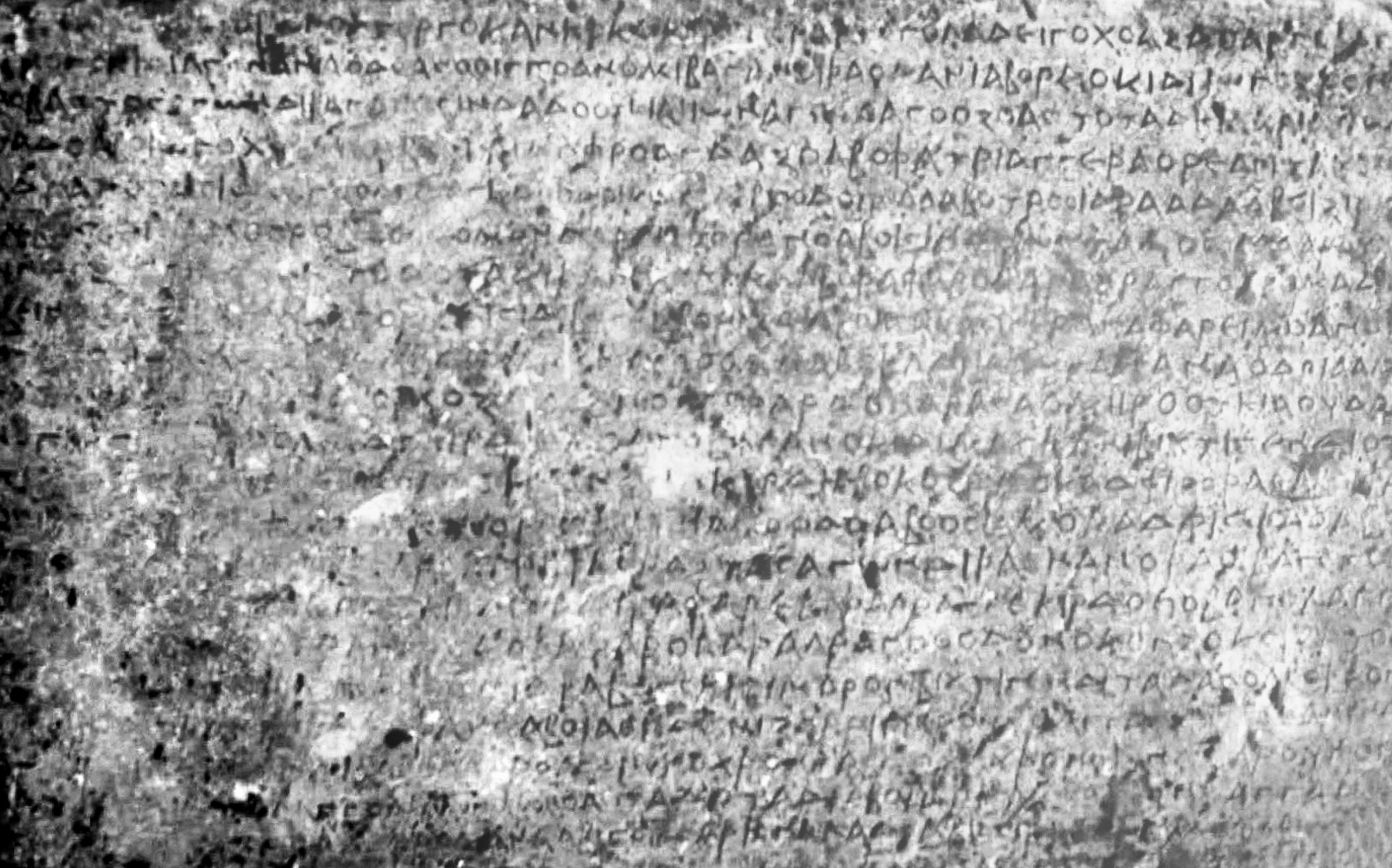
羅巴塔克銘文

羅巴塔克銘文（英語：Rabatak inscription），又譯為羅巴塔克碑文，刻在岩石上的古代銘文，使用希腊字母以大夏語寫成。1993年在阿富汗的羅巴塔克發現，銘文的內容與貴霜王朝的迦膩色伽一世相關。這個銘文的發現，使學者對於貴霜王朝的史實有進一步的了解。

## 銘文
1. ......伟大的拯救者、贵霜的迦腻色伽，正义、公正、君主、值得崇拜的神
2. 他已从娜娜（Nana (Kushan goddess)）及所有众神那里获得了王权，他已开创了纪元元年(xšun,王權紀年，而非日曆意義的）
3. 如神所愿。而且他颁布了一项希腊文诏令（并且）随即将它翻译成为伊朗语（同贝希斯敦铭文所称，雅利安是伊朗人的自称。实际是大夏语）。
4. 在纪元元年已经对印度宣布主权，传到了
5. ......，和......，和娑枳多（Sāketa），和桥赏弥（Kauśāmbī），和华氏城（Pataliputra），远至室利·瞻波（Śrī-Campā）；
6. 在他和其他将军们所到的任何（城市），（他）使（它们）屈从于（他的）意志，而且他使全
7. 印度屈从于（他的）意志。随后迦腻色伽王命令边地领主沙法尔（Shafar）
8. 在这个地方建造名为巴格-阿布（Bage-ab）的神庙，位于迦施格（Kasig）平原，为这些神，
9. 他们已经加入到光荣的乌摩（Umma）引导仪式中来，这些神（是）上述提到的娜娜和
10. 上述提到的乌摩、阿胡拉马兹达（Aurmuzd）、Muzhduwan、斯罗施哈德（Sroshard）——印度人称其为摩诃舍那（Mahāsena）或毗舍佉—纳尔瑟（Viśākha-Narasa）、（和）密特拉（Mihir）。而且他
11. 下令制作与这些铭刻在上的相同的神的肖像，并且
12. 他下令制作这些王（的肖像）：库朱拉·卡德菲赛斯（Kujula Kadphises）王，（他的）曾
13. 祖父；和维马·塔克图（Vima Taktu）王，（他的）祖父和维马·卡德菲赛斯（Vima Kadphises）王，
14. （他的）父亲；和他本人，迦腻色伽（Kanishka）王。然后，作为众王之王、诸神之子
15. 迦腻色伽下达了命令，边地领主沙法尔（Shafar）建造这个神庙，
16. 边地领主白阿什（Pyash），边地领主沙法尔（Shafar），和hashtwalg努昆祖克（Nukunzuk）
17. 执行王的命令。祈这些铭刻于此的神[护佑]
18. 众王之[王]，贵霜的迦腻色伽，永远健康、幸运、（和）胜利！
19. 以及王，诸神之子，从纪元元年到六年一直致力于征服整个印度。
20. [所以]此神庙建于纪元元年；然后，在第三年也......
21. ......遵照王的命令，许多仪式被资助，许多侍从被捐献，许多......[被]
22. [捐献。而且][迦腻色伽]王将该城堡献给诸神，并提供给在巴格-[阿布]里......的这些自由民......

## 引用
《罗巴塔克碑铭与早期贵霜王问题》